# دهستان کشکان جنوبی
دهستان کشکان جنوبی یکی از دهستان‌های شهرستان چگنی در استان لرستان ایران است. این دهستان در بخش شاهیوند قرار دارد و براساس سرشماری مرکز آمار ایران در سال ۱۳۹۰، جمعیت آن ۶۴۹۶ نفر (در ۱۵۹۵ خانوار) بوده است.